# ILLBLEED
『ILLBLEED』（イルブリード）は、株式会社クレイジーゲームが製作したドリームキャスト用ゲームソフト。日本での発売日は2001年3月29日。ディレクターは西垣伸哉（2004年に逝去）。キャラクターデザインは漫画家のせがわまさき。音楽の作曲および効果音の制作は菊池幸範。通称「イルブリ」「ブリ」など。

## 概説
最も売れた“バーチャルお化け屋敷ゲーム”とされている。3D空間で展開するホラーゲームということから「バイオハザード系」「バイオに似ている」などと形容されることがあるが、ストーリー・システム・操作性・ビジュアル面において大きく差別化されており「とにかく怖いB級ホラー作品」というテーマに徹した作風となっているため、ゲーム性において類似しているといえる点は少ない。具体的には、バイオハザードが「敵との戦闘」を主軸としているのに対し、本作では「ゲーム内のトラップを回避しダメージを極力抑えつつ先に進むこと」が主軸となっているという点があげられる。
「ハイスクールのホラー映画研究会に所属する若者4人が“クリアすれば賞金1億ドル”というふれこみのお化け屋敷「イルブリード」へと赴き、想像を絶する目に遭う」という設定のゲームで、様々なホラー映画のパロディ要素が多量に含まれている他、販売元であるセガにまつわるブラックなネタ要素も存在する。

## ストーリー
映画史上、もっとも上映禁止を多発させた問題映画プロデューサー、マイケル・レイノルズが、入場者を恐怖のドン底に叩き込む為だけに造ったホラーアトラクション「イルブリード」。そこは「生還できれば賞金1億ドルが手に入るが、失敗すれば死あるのみ」という、情け容赦ない恐怖の施設だった
ホラー映画研究会の部長を兼任する生徒会長エリコ・クリスティは、イルブリードへ挑戦しようと仲間たちから誘われる。あまりもの賞金の莫大さをいぶかしみ一旦は誘いを断ったものの、いつまでも帰ってこない仲間の安否が気になったエリコは単身、イルブリードへと向かい、仲間を救い出し無事イルブリードを制覇する。
手にした大金でバカンスを楽しんでいた仲間たちであったが、浮かない顔で膝を抱えていたエリコは、突如何かを思い出したかのように、イルブリードへ単身引き返してしまう。悪夢のようなアトラクションを再び制覇した後、施設の最奥に進んだ彼女の前に、宇宙人のお面のような奇妙なマスクをかぶった人物が現れる。彼こそがイルブリードの創造者、マイケル・レイノルズ。エリコは彼を「パパ」と呼び、彼はエリコを「娘」と呼んだ。
幼い頃、エリコは移動型お化け屋敷を運営する父親にホラー映画ばかりを見せられた挙句、出し物の実験台にされた末にトラウマから恐怖という感情を喪失するという痛ましい過去を負っていた。その元凶こそがマイケル・レイノルズ。つまり、エリコと彼は実の親子だったのである。
5歳の頃のエリコが、自分が作った恐怖の仕掛けに驚きもしなかったことにプライドを傷つけられたレイノルズは、エリコを再び驚かせることをもくろんでイルブリードを作り出し、エリコが来るのを待っていたという。そしてエリコは恐怖心を取り戻すべく、それを実現させられる唯一の人物である父に再開するために、再びイルブリードに戻ってきた。利害が一致した2人は最後の戦いに臨む。
最後の試練としてマイケルが用意した最恐のアトラクションを、エリコはたやすくクリアしてしまう。動揺を隠せない父の眼前で、父のやり口の稚拙さをあざ笑いながら、見せつけるようにエリコは自分の顔の皮をはぐ。その下には父と同じ宇宙人のような顔があった。驚きのあまりに心臓発作で苦しみ悶え始めたレイノルズを見て、更にその顔をはぎ取ると、エリコの元の顔が現れる。実は二重にマスクを被っていたのである。
レイノルズは苦しみながら灰色の粘液になって溶け去ってしまうが、その直後、灰色の粘液の池から巨大なレイノルズの顔が現れる。驚きに腰を抜かしつつ顔を倒すと、レイノルズの顔がぱっくり割れ、さらに中から巨大な脳みそが出現。レーザーや触手の攻撃でさらにエリコを追い詰めていく。再び腰を抜かして驚きつつなんとか脳みそを倒したエリコは、愚かにも自分で自分の身を滅ぼした父への複雑な思いを抱きつつ、「今のはちょっとだけ怖かった」と呟いた。
父との対立を乗り越えたエリコは、トラウマを克服して恐怖心を取り戻したものの、トラウマの反動であるかのように極端に怖がりな性格になってしまう。そんな彼女のナイトとして、エリコと親密な関係になったケビンのモノローグで物語は幕を閉じる。

## システム
命を危機に晒すトラップが大量に仕掛けられた全7つのお化け屋敷を探索し、命を落とすことなくゴールにたどり着くことがプレイヤーの目的となる。

### ステータス
キャラクターには、「心拍数」「体力」「アドレナリン」「出血量」のステータスが設定されている。ダメージを受けたり特定のアクションを行うことで増減し、それらが規定値に達すると「ショック死」「心停止」「衰弱死」「失血死」を引き起こす。出血が一定量を超えると心拍数が下がっていくなど、各ステータスは相互に連動している。
|                 | 標準値 | 上限                     | 増加条件                                     | 減少条件                 | 死亡条件              |
| --------------- | ------ | ------------------------ | -------------------------------------------- | ------------------------ | --------------------- |
| 心拍数（回/分） | 50     | 255                      | ショックイベント発生、ステップ使用（戦闘時） | 立ち止まる、大量に出血   | 上限もしくは0に達する |
| 体力            | 上限   | キャラクターにより異なる | -                                            | 外傷を負う、大量に出血   | 0に達する             |
| アドレナリン    | 上限   | キャラクターにより異なる | トラップ解除、戦闘に勝利（例外あり）         | ホラーモニター起動、警戒 | なし                  |
| 出血量（cc/分） | 0      | 100                      | 外傷を負う、一定量以上の状態で動き回る       | 立ち止まる               | 上限に達する          |

※アイテム使用による増減、ERでの治療、ステージクリアによるリセットは省略。
ステータスの増減にはキャラクターごとに設定された以下のパラメータが関連している。ERでこれらのパラメータを強化することによってステータスの変動を抑えることができる（腰抜け状態から立ち直るまでの時間など、キャラクターの本質的な特性を変えることはできない）。
|                | ステータスとの関係   | 初期値                   | 上限 |
| -------------- | -------------------- | ------------------------ | ---- |
| 強心度         | 心拍数の上がりにくさ | キャラクターにより異なる | 100  |
| 体力           | 体力の多さ           | キャラクターにより異なる | 500  |
| アドレナリン量 | アドレナリンの多さ   | キャラクターにより異なる | 900  |
| 止血力         | 出血量の上がりにくさ | 1                        | 10   |

### アトラクションシアター
「アトラクションシアター」と呼ばれる映画館の形をしたお化け屋敷は全6ステージ。それぞれ“史上最も上映禁止を多発させたホラー映画プロデューサー”という映画監督マイケル・レイノルズのホラー映画がモチーフになっており、まずその作品を観てからアトラクションに挑戦するという設定。プレイヤーはストーリーに沿った行動をとりながらゴールを目指す。
4感センサーとショックイベント
ステージには「ショックイベント」と呼ばれるトラップが仕掛けられており、これにひっかかることでキャラクターは様々なダメージを受ける。プレイヤーは画面上部に表示されている「4感センサー」の反応を頼りに、これらのトラップを回避しなくてはならない。4感センサーは「視覚」「聴覚」「嗅覚」「第6感」で構成されており、トラップの属性によって異なった反応を示す。
|       | 反応するトラップ                     |
| ----- | ------------------------------------ |
| 視覚  | 出現場所が目に見えているもの         |
| 聴覚  | 音で驚かせるもの、発動に音が伴うもの |
| 嗅覚  | 汚物などの臭いを伴うもの             |
| 第6感 | アイテムもしくはエネミー             |

センサーが反応したら「ホラーモニター」という特殊なゴーグルを装着し、「警戒ポイント」と呼ばれる“怪しげな場所”をマーキングする（これを「警戒」と呼ぶ）。このときアドレナリンが消費されるので、警戒できるポイントは制限される。警戒した場所が正しければトラップは発動せず、一定量のアドレナリンが回復する（これを「トラップの解除」と呼ぶ）。トラップのないポイントを警戒した場合はアドレナリンが無駄になる。また、トラップの配置場所はプレイ毎にランダムで変化するため、暗記は通用しない。
第6感に反応したポイントがエネミーであった場合は戦闘となる。警戒せずに突入するとキャラクターは腰を抜かし、心拍数が高い状態では気絶してしまう。戦闘はプレイヤーかエネミーのどちらかが倒されるまで続くが、ヘリポートで助けを求めれば脱出することができる（できない戦闘もある）。ボスキャラクターのみ画面上部に体力ゲージが表示されるが、ゲージに無限大のマーク（∞）がついている場合はダメージを与えることができず、特定のイベントを発生させる必要がある。
クリア賞金
それぞれのステージには高額なクリア賞金が用意されているが、クリア時の状況次第で変動するようになっており、満額手に入れるためにはスタート開始時点に掲示された5つの条件全てを満たさなくてはならない。一度エンディングを迎えた後は強化手術のステータスのみ、2周目以降に引き継いで周回プレイが可能。
救出と脱落
アトラクションには主人公の仲間が迷い込んでおり、一定の条件を満たすことで救出することができる。救出した仲間は次のステージから使用可能となる。使用キャラクターが死亡した場合、脱落した地点付近から別のキャラクターでプレイを再開できるが、その時点で生存している仲間がいない場合はゲームオーバーとなる。全面クリアした時点で仲間が1人でも脱落している場合、強制的にバッドエンドとなる。

### アクション
通常時
キャラクターがとるアクションは通常、アナログ方向キーによる移動とAボタンによる調査、Xボタンによるジャンプのみ。Rトリガーを引けばカメラアングルを一人称視点にすることができ、マップ上の細かいオブジェクトを眺めることができる（ホラーモニターを所持している場合はホラーモニターを起動・終了する）。
戦闘時
武器アイテムを取ることにより戦闘中に武器を使用できるようになる。Yボタンで近距離用武器、Rトリガーで遠距離用武器が発動（武器を所持していないときはYボタンで素手での殴りのみ可能）。Aボタンを押すと掛け声とともにバックステップ（レバー入力中はサイドステップ）を繰り出し全身が無敵となるが、心拍数が上昇するためショック死の可能性が高まる。戦闘エリアにヘリポートがある場合のみBボタンの連打で脱出を図ることができる。

### エンディング
マルチエンドとなっており、仲間を全員救出できたか否かでエンディングの内容がグッドエンドとバッドエンドの2種類に分岐する。2周目以降のプレイで一定の条件を満たすと「真のエンディング」を迎えることができる（条件のヒントは通常エンディングの中で暗示されている）。真のエンディングの後にはあるキーワードが表示されるが、これはソフト発売時のキャンペーンに利用されたものである。

## ステージ

### アトラクションシアター
各ステージはそれぞれ、マイケル・レイノルズ監督の（架空の）ホラー映画をテーマとしている。
ステージ1
| シアター   | ミネソタヘルシネマ（MINNESOTA HELL CINEMA） |
| 映画名     | 『死を呼ぶホームラン』（原題：THE HOMERUN OF DEATH） |
| ストーリー | 「いくぞジミー、こんどは内角高めだ！」 ミネソタの大自然を背景に生まれた、父と息子の野球魂！ ミネソタ州で山岳ホテルを経営するゲイル・バンブローは、一人息子ジミーとの野球の特訓を生き甲斐にしていた。 しかしそんなある日、若者の火遊びによってホテルが全焼しジミーは焼死、バンブローも瀕死の重傷を負ってしまう。 怒りに狂ったバンブローは復讐の鬼と化し、火事を起こした若者たち全員を火炎放射器で殺害する。 そして今なお廃墟となったホテルに潜み、面白半分に訪れる若者たちを惨殺し続けているという… |

ステージ2
| シアター   | シネパニック（CINEPANIC） |
| 映画名     | 『女王ミミズの復讐』（原題：THE REVENGE OF QUEEN WORM） |
| ストーリー | おまえとの思い出は忘れないよ、レイチェル… ミミズ王デビッド・ロドリゲスが経営するアリゾナ州のオートキャンプ場〈キャンプ・デビッド〉。 最新式のドライブインシアターを目玉にオープンしたばかりのキャンプ場が、突如血の海と化した。 レスキュー隊が到着したとき、行楽客は全員死体で発見され、敷地内には破壊された車が転がっていた。 ここで一体何が起こったのか? 事件発生から96時間、原因のわからぬまま〈キャンプ・デビッド〉は封鎖された。 |
| 補足       | ホラーモニターが敵に奪われる演出上、戦闘以外のショックイベントはほぼ存在せず、クリア時に解除トラップ数を問われることもない。 |

ステージ3
| シアター   | ブギーズファンムービー（BOOGIE'S FUN MOVIE） |
| 映画名     | 『材木人間』（原題：WOODPUPPETS） |
| ストーリー | よく皮をむき、脳髄をきれいに取り除く。最後に全身を木の皮でコーティング。出来上がったら、なま温かいうちに斧でバラバラに粉砕する。 ノースキャロライナ州北部で、ある奇妙な事件が起こった。 「急募! 未経験者歓迎、高給優遇」という求人広告に殺到した100名以上の応募者が、行方不明になったのである。 その広告主は、7年前に経営者が謎の失踪を遂げて閉鎖されたはずの〈マクラクレン製材所〉… 数日後、失踪した応募者全員の家族に等身大の木の人形が送られてきた。 その人形は異様な叫び声をあげながら人々を追いかけ回し、打ち壊されると真っ赤な血を流した。 人々は恐れを込めて、その人形を“材木人間”と呼んだ… |
| 補足       | ステージの途中でプレイヤーが材木人間と化す場面が存在する。ジャンプが不可能になるが戦闘では特殊なアクションが可能になる。 |

ステージ4
| シアター   | ショックショックシアター（SHOCK SHOCK THEATER） |
| 映画名     | 『殺人デパートの恐怖』（原題：KILLER DEPARTMENT STORE） |
| ストーリー | いらっしゃいませ。お帰りは地獄でございます 「100ドル以上お買いあげの方に、現金100ドルをプレゼント!!」 深刻な業績不振に悩む〈キャッシュマンデパート〉の、起死回生のバーゲンセールが開催された。 しかしそれは、神経に異常をきたした店長ドナルド・キャッシュマンが考え出した狂気の計画だった。 おいしい謳い文句におびき寄せられた客たちは惨殺され、あり金をすべて抜き取られたのである。 駆けつけた警察によってキャッシュマンは射殺されたが、金への執着は彼をモンスターに変えていた。 地獄の底から甦ったキャッシュマンは、今もデパートの中で客が来るのを待ちかまえている… |
| 補足       | 満額与えられたクリア賞金が、トラップにかかることで減額されていくという変則ルール。 賞金として明示されないボーナスがキャッシュマンの隠し金庫という形で用意されている。 |

ステージ5
| シアター   | ホールオブリセントメント（HALL OF RESENTMENT） |
| 映画名     | 『キラーマン』（原題：KILLERMAN） |
| ストーリー | キラーマン…それは正体不明の、ただ殺す男 1935年、未曾有の大恐慌から息を吹き返しつつあったアメリカに、新たな衝撃的事件が襲いかかった。 ニューヨーク東8番街の銀行頭取殺しを皮切りとする連続無差別殺人事件である。 恐怖に叩き落された市民は、その謎に包まれた犯人を〈キラーマン〉と呼びならわした。 キラーマンの犯行の特徴は、被害者の顔に赤色の星印を刻印すること… 結局キラーマンは2年間で39人を葬り去り、謎に包まれたまま闇の中に姿を消した。 そしてそれから半世紀以上が経過した現代に、ふたたびキラーマンの影が出没しはじめた… |
| 補足       | 導入部の映画館からバックステージに迷い込んでしまうという特殊な設定。 事件の犯人を推理し、正解すると特別ボーナスが賞金に加算される。 仲間を救出せずにクリアするとペナルティとして獲得賞金は０となる。 |

ステージ6
| シアター   | チャイルドパレス（CHILD PALACE） |
| 映画名     | 『トイハンター インダくん地獄へ行く』（原題：TOY HUNTER INDA GOES TO HELL） |
| ストーリー | 超人気シリーズ最新作! こんどは地獄のファンタジーだ! メキシコでサボテン人間を倒し、3年ぶりに持ち主ヘンリーのお家に帰ってきたインダくん。 しかし、ヘンリーの身の上にとんでもないことが起こってしまいました。 そしてそれをきっかけに、インダくんのあらたな冒険がはじまることに… |
| 補足       | 序盤にプレイヤーキャラが「インダくん」に姿を変えられる。 通常のトラップに紛れた「STORY」トラップにわざとひっかかりながら進むという特殊ルール。 |

### その他の施設
共同墓地
脱落したビジターが眠る墓地。墓石のデザインは選べない。ゲームのチュートリアルを行う場所。
記念写真館（DUMMYMAN'S PHOTO STUDIO）
セーブポイント。人生最後の思い出を写真に収めることができる。撮影・現像・修正・遺族への発送まですべて無料（一部地域を除く）。アトラクション内でのセーブはインスタントフォトボックスで行う。
緊急治療室（ER）
体力を回復する回復手術、ステータスを強化する強化手術、死亡した仲間を生き返らせる蘇生手術を受けることができる。一部のアトラクション内にも存在する。
脱落者管理センター（VISITOR BANK）
脱落したビジターのデータが管理されている。救出に失敗した仲間を高額な料金と引き換えに救済することができる。
ドラッグストア（Bloody Mary's DRUG STORE）
回復アイテムがなんでもそろう店。ブラッディーマリーがマスコット。ステージ開始前にここでアイテムを揃える事が可能。
マイケル博物館
全てのアトラクションシアターをクリアすると門が開く。イルブリード制覇の賞金1億ドルを受け取るためのステージ。

### エネミー
登場するモンスターは大半が機械仕掛けだが、従業員が着ぐるみを着て演じているものも存在する。「クリア失敗すれば死亡の命がけのゲームだけに主人公たちも容赦ないため、従業員にとってもまさ命がけ」である。
ダミーマン
動くダミー人形。数体で現れることが多い。ノーマルタイプとエリートタイプに分かれる。
ダミーマン（ヒーロー）
身の丈はあろうかという巨大スパナを手にしたダミーマン。
ブラッドマン
全身の皮膚を剥がれたような外観の巨漢。
ゲイル・バンブロー
ステージ1のボス。全身に大火傷を負ったシャトー・バンブローのオーナー。キャンプグッズを改造した自作の火炎放射器が武器。
ミミズ
謎の巨大ミミズ。
レイチェル（女王ミミズ）
ステージ2のボス。ミミズ王デビッド・ロドリゲスが育てた巨大ミミズ。
ブラッドウーマン
ボンデージファッションに身を包んだセクシー系ゾンビ。威力の高い拳銃を所持している。
モンキラー
キャンプ・デビッド周辺に生息していた類人猿が凶暴化したもの。鍵爪のついた杖が武器。
材木人間
一見ただの木の人形だが、自らの意思で動き血も流す。その正体は全身の皮を剥がれて木製人形に加工されてしまった人間の成れの果てである。
殺人木こり
マクラクレン製材所で働く木こり。手にした斧でビジターを執拗に追い回す。
ジョージ・マクラクレン
ステージ3のボス。マクラクレン製材所の所長だが、木と一体化している。
牛肉、豚肉、鶏肉
キャッシュマン・デパートの肉売り場で入手できる。回復アイテムだが、後にステーキハウスで襲いかかってくる。
キューティーマリー（ダーティーマリー）
キャッシュマン・デパートのおもちゃコーナーでキャンペーン中のピンクのドレス姿の女の子人形。おもちゃ売り場の一角でビジターを3つの死のゲームに誘う。
子供のおもちゃらしく無邪気な性格だが本性は残酷で包丁を手に襲い掛かってくる他、激怒すると形相がおぞましく一変しダーティマリーと化す。
ステージ5の道中でもショックイベントの敵として登場する他、ステージ6のSTORYイベント内のキャラクターとしても登場する。
ドラッグストアのマスコットであるナース人形ブラッディ・マリーは亜種に当る。
ドナルド・キャッシュマン
ステージ4のボス。強盗殺人の現行犯で射殺されたデパート店主の怨霊。巨大な蜘蛛のような姿をしている。
ゾンビ
モルグに出現するゾンビ。
キラーマン
ステージ5のボス。ニューヨークを恐怖に陥れたという謎の連続殺人犯。スーパーヒーローのような姿をしている。
タマゴマン
エッグバーでミュージカルに出演している卵。
ゾディック
ステージ6のボス。地獄の悪魔。セガのマスコットキャラクターソニック・ザ・ヘッジホッグがモデルになっている。
オノマン（OH!NO!MAN）
レイノルズの映画をモデルにしたラスボスの1人。両手に鎌を持った首無しのマネキン。本名はSADAO。
ドルァキュラ
レイノルズの映画をモデルにしたラスボスの1人。ステージ4のキャッシュマンの使い回しだが、小蜘蛛を従えている。
ブルスティンガー
レイノルズの映画をモデルにしたラスボスの1人。同社のアクションゲーム『ブルースティンガー』に登場する怪物「ヒューマンディノサイト」に酷似している。
レイノルズ
真エンディングルート到達時のラスボス戦闘終了後に出現する真のラスボス。正体はエリコの実父であり、彼女から恐怖の感情を奪い去った張本人。
エリコを驚かすために用意した最高のショックイベントの仕掛けを易々と解かれたことと、エリコからの驚かしの二重のショックで死亡した後、溶解した巨大な頭部、翼の生えた巨大な脳みその2つの形態に変形して襲い掛かってくる。

### アイテム
非常に多くのアイテムが存在するため、基本的なものだけを表記する。高確率で“おバカ”な要素を含んでいる。
ハッシー
全世界で大人気の栄養ドリンク。同社のゲーム『ブルースティンガー』から引き続き登場している。
ラーメン
あつあつのラーメン。カップヌードルの類ではなくどんぶりに入った普通のラーメン。体力を中程度回復できる。
懐石料理
熟練の仲居さんが出前する懐石料理のフルコース。体力を最大まで回復できる。
アンプル、注射器、点滴袋
自ら後頭部に注入する人工アドレナリン液。アドレナリンを左から小、中、最大と回復できる。
深呼吸
腹式呼吸法。しかしあくまで消費アイテムである。落ち着いて深呼吸することで心拍数を少し下げる。
リラックスCD
癒し系CD。イルカの鳴き声や樹木の呼吸音などが収録されている。心拍数を中程度下げることができる。
ニトロ
噛まずに飲み込まないと爆発するとの注意書きがある。心拍数を標準値の50に下げる。
月刊エロル
エロ本。心拍数が上昇する。
説明書やゲーム中の説明でも「胸がドキドキする」としか書かれていないため一見罠アイテムのようだが、出血量が増加して心拍数低下を招いた際の回復アイテムである。
絆創膏、包帯、凝固剤
出血量を下げることができる。凝固剤を使用すると出血が完全にストップする。
アマゾン
レイノルズが、少しでも多くのビジターに生き残ってもらおうと開発した薬。すべてのステータスを全回復。非売品。
ゲボイ
心拍数の上昇とひきかえに体力を全回復させてくれる謎の錠剤。非売品。
強化心臓
強化手術に必要。1つにつきパラメータが10上昇する。
バイオボディの素
体力の強化手術に必要。1つにつきパラメータが50上昇する。
人工脳味噌
アドレナリン量の強化手術に必要。1つにつきパラメータが90上昇する。
人工血しょう
止血力の強化手術に必要。1つにつきパラメータが1上昇する。
ER割引券
ステージ内のERでの手術費用が40%割引になるチケット。

## 登場人物
エリコ・クリスティ（Eriko Christy）
18歳。主人公。ハイスクールでホラー映画研究会の部長と生徒会長を務める少女。移動お化け屋敷〈ホラー・キャラバン〉を経営する父親に1歳の頃からホラー映画だけを見せられ、新しい仕掛けの実験台にされ続けた末に5歳で恐怖という感情を失ってしまった。全米ネットワーク「カルトクイズ・アワー」のホラー映画部門に出場し全問正解で優勝したことをきっかけに、ホラー映画『キラーマンVII～キラーマン日本へ行く～』に主演、女優としての第一歩を踏み出した。研究会でイルブリード挑戦の話が持ち上がった際、高すぎる賞金を訝しんで一人だけ参加を拒否したが、彼女を置いて出発した３人が数日経っても帰ってこないことを案じ、単身、イルブリードへ向かう。
恐怖を感じないため、不意の敵の出現で腰を抜かしてもすぐに立ち直ることができる。また、心拍数の上がり難さが初期段階で最大になっている。
ケヴィン・カーツマン（Kevin Kertsman）
17歳。ホラー映画研究会の部員。ハマーン・プロの『ドラキュラ』シリーズに傾倒し、クリストリー・ファーを尊敬するゴシックホラーオタク。80年代以降のスプラッターを徹底的に馬鹿にしている。一見軽薄だが、冷静沈着な批評から“K・C・ハマーン”と呼ばれる。中世ヨーロッパの伝説に詳しいことを学業面にも活かしており、歴史の成績が良い。
ステータスは万能型だが、腰抜け状態から復帰するまでの時間が非常に長い。
ミシェル・ウォーターズ（Michel Waters）
17歳。ホラー映画研究会の部員。霊感が強く、奇病に苦しむ子供たちから悪霊を追い払うボランティア活動をしている。悪霊・死霊もののホラーに関心を持ち、映画の舞台となった町に訪れるなど本格的な研究をすすめる。とくに『エクソシスター』に強い影響を受け、将来は悪魔祓いの職に就こうと考えている。彼女が懸賞でイルブリードのチケットを当てたことが物語の発端となる
高いアドレナリン量を持ち強心度も高めだが、体力が低くトラップ解除時の硬直時間も長い。
ランディ・フェアバンクス（Randy Fairbanks）
16歳。ラグビー部からホラー映画研究会に移籍してきた肉体派。『12日は木曜日』などのスプラッター映画の愛好家で、半裸美女の惨殺シーンさえ映れば映画の出来自体はどうでもいいという典型的なアメリカ人ホラーマニアである。自宅はジェインソやプレディなどの殺人鬼フィギュアの山で、『あくまでいけにえ』で実際に使用されたチェーンソーを1万ドルでローン購入した。
体力が高い反面、アドレナリン量が極端に少ない。
ヨーグ・S・ベイカー（Jorg S Baker）
21歳。殺人お化け屋敷の噂を聞いてイルブリードを訪れた記者。仲間になるタイミングが遅いためステージ6とラスボス戦でしか使用できない。
ケヴィン並みの体力とミシェル並みのアドレナリン量を持つ。
マイケル・レイノルズ（Michael Reynolds）
史上最も上映禁止を多発させたホラー映画プロデューサー。55億ドルもの巨費を投じてイルブリードを建設したということ以外は全てが謎に包まれた人物。

## その他

### 体験キャンペーン
発売に先がけて2度の体験キャンペーンが行われた。内容は開発中のステージ1を制限時間内にクリアすれば賞金10万円が与えられるというもので、実際に獲得者が出ている。会場では限定パンフレットが配布されたほか、第2回の会場で製品を予約した者にはオリジナルQUOカードが贈呈された。
- 第1回（2000年9月24日）：東京ゲームショウ クライマックス・グラフィックスブース
- 第2回（2001年2月24日）：渋谷「bit TOUR's」（閉店）

### 仕様
初回限定版
ドリームキャストダイレクト上でエリコのフィギュアつき初回限定版が販売された。
海外版
ほぼ同じ内容の北米版がAIA Gamesから販売されている。テキストが英語になっている他、日本的な部分が北米向けにアレンジされている。
- 「ラーメン」「懐石料理」など日本色の強いアイテムがそれぞれ「SALAD」「STEAK DINNER」に変更されている。
- 謎解きが英語圏向けに変更されている。例えばステージ3に登場する「ひとごろし＝1564」というダジャレは、「wood= 9663（電話でwoodと押す際のナンバー）」となっている。
- ステージ5の犯人探しにおいて、「プレイヤー＝こんなゲームを買う異常な神経」と表記されている部分が「プレイヤー＝あなたがステージ5に来なければ殺人事件は起きなかった」に変更されている。
- 海外版はMATURE（残虐表現・性的表現・暴力表現）でのレイティングがかけられている。